# Kårharu
Kårharu är en ö i Finland. Den ligger i Skärgårdshavet eller Norra Östersjön och i kommunen Pargas i den ekonomiska regionen  Åboland i landskapet Egentliga Finland, i den sydvästra delen av landet. Ön ligger omkring 91 kilometer sydväst om Åbo och omkring 210 kilometer väster om Helsingfors. Kårharu ligger 6 meter över havet.
Öns area är 4,5 hektar och dess största längd är 390 meter i sydväst-nordöstlig riktning.